# Niccolò Lapiccola
Niccolò Lapiccola o La Piccola, detto anche Nicola (Crotone, 7 febbraio 1727 – Roma, 3 febbraio 1790) è stato un pittore italiano, esponente di spicco della pittura barocca. Vissuto gran parte della sua vita a Roma, fu anche pittore dei Sacri Palazzi apostolici e sottocustode dei Musei Capitolini. Fu molto ricercato dalle famiglie appartenenti all'alta borghesia romana di quel tempo come i Chigi, i Borghese e gli Albani.

## Biografia

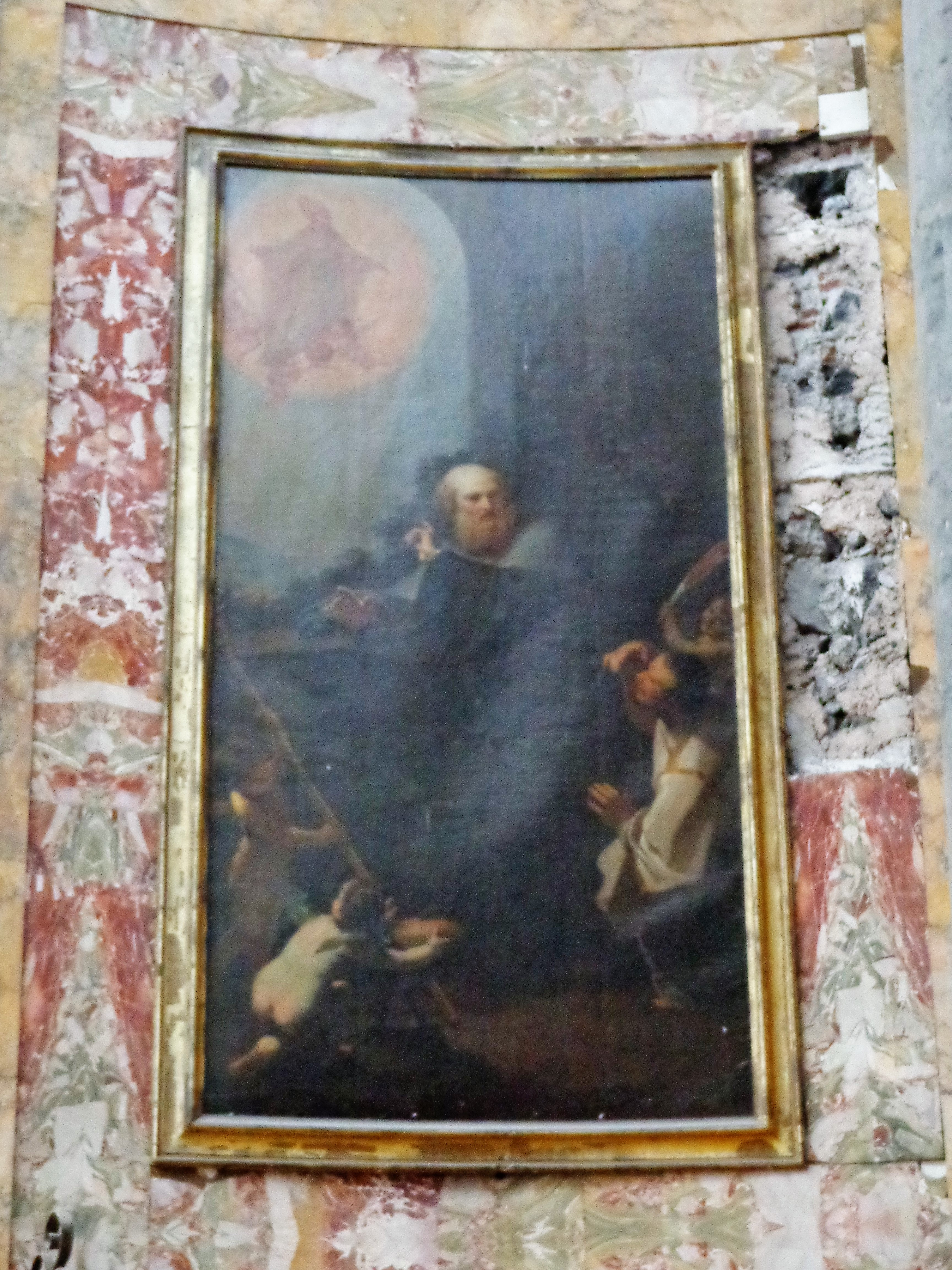
San Germano e San Benedetto nel deserto, Cappella di San Benedetto, braccio transetto sinistro.

Figlio di Leonardo e di Maddalena Dati, fu allievo del celebre pittore Francesco Mancini nel 1750 e divenne membro onorario dell'Accademia di San Luca a Roma nel 1766; fornì inoltre i disegni per i mosaici di una delle cappelle della Basilica di San Pietro nella città capitolina. I suoi allievi più illustri furono Stefano Tofanelli e Bernardino Nocchi.
Alfonso Frangipane ha scritto che "la sua pittura, provenendo dal Mancini, piega al manierato: non ha gli accenti personali, specie coloristici, dei Corvi, Benefial, Cades e degli altri pittori romani del tempo. Più che il dolore, egli ebbe senso spiccato ed ammirevole per il chiaroscuro, ma, negli ultimi anni, divenne torbido e crudo".

## Opere
- I santi Carlo, Ambrogio e Giustina in adorazione della Vergine col Bambino, dipinto (1770c.), cappella dell'Almo Collegio Borromeo, Pavia[5].
- San Germano e San Benedetto, dipinto (1789c.), cappella eponima della chiesa di San Nicolò l'Arena di Catania.[6][7]
- San Nicola benedicente, dipinto (1789c.), cappella eponima della chiesa di San Nicolò l'Arena di Catania.[7][8]